# Geranomyia parapentheres
Geranomyia parapentheres là một loài ruồi trong họ Limoniidae. Chúng phân bố ở miền Tân bắc.